# 33. National Hockey League All-Star Game
Das 33. National Hockey League All-Star Game wurde am 10. Februar 1981 in Inglewood ausgetragen. Das Spiel fand in The Forum, der Spielstätte des Gastgebers Los Angeles Kings statt. Die All-Stars der Campbell Conference schlugen die der Prince of Wales Conference klar mit 4:1. Das Spiel sahen 15.761 Zuschauer. Mike Liut von den St. Louis Blues wurde zum MVP gekürt, nachdem er alle Schüsse auf sein Tor hatte erfolgreich abwehren können. 

## Mannschaften
| #           | Land               | Spieler         | Pos.           | Team                |
| Torhüter    |                    |                 |                |                     |
| 1           | Kanada             | Mike Liut       | Mike Liut      | St. Louis Blues     |
| 33          | Kanada             | Pete Peeters    | Pete Peeters   | Philadelphia Flyers |
| Verteidiger |                    |                 |                |                     |
| 2           | Kanada             | Bob Dailey      | Bob Dailey     | Philadelphia Flyers |
| 3           | Kanada             | Behn Wilson     | Behn Wilson    | Philadelphia Flyers |
| 4           | Kanada             | Rob Ramage      | Rob Ramage     | Colorado Rockies    |
| 5           | Kanada             | Denis Potvin    | Denis Potvin   | New York Islanders  |
| 6           | Kanada             | Bob Murray      | Bob Murray     | Chicago Black Hawks |
| 25          | Kanada             | Kevin McCarthy  | Kevin McCarthy | Vancouver Canucks   |
| Angreifer   |                    |                 |                |                     |
| 7           | Kanada             | Bill Barber     | LW             | Philadelphia Flyers |
| 10          | Kanada             | Wayne Babych    | RW             | St. Louis Blues     |
| 11          | Kanada             | Mike Gartner    | C              | Washington Capitals |
| 12          | Kanada             | Morris Lukowich | LW             | Winnipeg Jets       |
| 14          | Kanada             | Bob Bourne      | C              | New York Islanders  |
| 15          | Schweden           | Kent Nilsson    | C              | Calgary Flames      |
| 17          | Vereinigte Staaten | Paul Holmgren   | RW             | Philadelphia Flyers |
| 18          | Kanada             | Ed Johnstone    | RW             | New York Rangers    |
| 22          | Kanada             | Tiger Williams  | LW             | Vancouver Canucks   |
| 23          | Kanada             | Mike Bossy      | RW             | New York Islanders  |
| 24          | Kanada             | Bernie Federko  | C              | St. Louis Blues     |
| 99          | Kanada             | Wayne Gretzky   | C              | Edmonton Oilers     |

| #           | Land               | Spieler        | Pos.          | Team                  |
| Torhüter    |                    |                |               |                       |
| 1           | Kanada             | Mario Lessard  | Mario Lessard | Los Angeles Kings     |
| 33          | Kanada             | Don Beaupre    | Don Beaupre   | Minnesota North Stars |
| Verteidiger |                    |                |               |                       |
| 2           | Vereinigte Staaten | Rod Langway    | Rod Langway   | Montréal Canadiens    |
| 4           | Kanada             | Robert Picard  | Robert Picard | Toronto Maple Leafs   |
| 5           | Vereinigte Staaten | Mark Howe      | Mark Howe     | Hartford Whalers      |
| 7           | Kanada             | Ray Bourque    | Ray Bourque   | Boston Bruins         |
| 25          | Kanada             | Randy Carlyle  | Randy Carlyle | Pittsburgh Penguins   |
| 28          | Vereinigte Staaten | Reed Larson    | Reed Larson   | Detroit Red Wings     |
| Angreifer   |                    |                |               |                       |
| 11          | Kanada             | Charlie Simmer | LW            | Los Angeles Kings     |
| 12          | Kanada             | Rick Middleton | RW            | Boston Bruins         |
| 14          | Kanada             | Rick Kehoe     | RW            | Pittsburgh Penguins   |
| 15          | Kanada             | Bobby Smith    | C             | Minnesota North Stars |
| 16          | Kanada             | Marcel Dionne  | C             | Los Angeles Kings     |
| 17          | Kanada             | Mike Rogers    | C             | Hartford Whalers      |
| 18          | Kanada             | Butch Goring   | RW            | Los Angeles Kings     |
| 20          | Kanada             | Danny Gare     | RW            | Buffalo Sabres        |
| 22          | Kanada             | Steve Shutt    | LW            | Montréal Canadiens    |
| 23          | Kanada             | Bob Gainey     | LW            | Montréal Canadiens    |
| 26          | Tschechoslowakei   | Peter Šťastný  | C             | Québec Nordiques      |
| 27          | Kanada             | John Ogrodnick | RW            | Detroit Red Wings     |

## Spielverlauf

### Campbell Conference All-Stars 4 – 1 Wales Conference All-Stars
All Star Game MVP: Mike Liut
| Team       | Zeit  | Stand | Torschütze     | Vorlagengeber | Vorlagengeber  |
| 1. Drittel |       |       |                |               |                |
|            | 0:45  | 1–0   | Kent Nilsson   | Bill Barber   | Paul Holmgren  |
|            | 8:02  | 2–0   | Bill Barber    | Ed Johnstone  |                |
| 2. Drittel |       |       |                |               |                |
|            | 36:12 | 3–0   | Wayne Babych   | Ed Johnstone  | Bernie Federko |
| 3. Drittel |       |       |                |               |                |
|            | 46:13 | 3–1   | John Ogrodnick | Mark Howe     | Rick Kehoe     |
|            | 50:18 | 4–1   | Behn Wilson    | Mike Bossy    | Wayne Gretzky  |

Schiedsrichter: Bryan Lewis 

Linienrichter: Jim Christison, Gerard Gauthier 

Zuschauer: 15.761